# Statyści (film)
Statyści – film produkcji polsko-chińskiej z 2006 w reżyserii Michała Kwiecińskiego, według scenariusza Jarosława Sokoła. Okres zdjęciowy rozpoczął się w sierpniu 2005 roku. Zdjęcia do filmu powstały w Koninie oraz w Pekinie.
Razem z filmem nakręcono serial telewizyjny pod tym samym tytułem.

## Fabuła
Chińska ekipa filmowa, uważająca Polaków za najsmutniejszy naród na świecie, przyjeżdża do Konina, aby nakręcić melodramat zatytułowany Smutny wiatr w trzcinach. W tym celu poszukiwani są miejscowi statyści. Filmowcom przy castingu pomaga Bożena, biegle znająca język chiński. Wśród kandydatów do udziału w filmie pojawia się Roman, który przed laty opuścił Bożenę i ich syna.

## Obsada
- Kinga Preis − Bożena Popławska-Ochman
- Stanisław Brudny − Józef Koralik
- Krzysztof Kiersznowski − Edward Gralewski
- Małgorzata Buczkowska − Dorota
- Anna Romantowska − Maria Narożna
- Bartosz Opania − Roman Popławski
- Łukasz Simlat − Szymon
- Krzysztof Stelmaszyk − Edmund Ochman
- Dorota Chotecka − Ela
- Marek Prażanowski − Bronisław Koralik
- Ewa Serwa − Alicja Koralik
- Filip Kowalczyk − Sebastian, syn Bożeny
- Ewa Złotowska − matka Szymona
- Piotr Kozłowski – ksiądz Sroka
- Xu Xiaodong − reżyser
- Yang Junjie − operator
- Huang Gang − kierownik planu
- Ma Donghui − sekretarka planu
- Weng Go Wu − dźwiękowiec
- Li Hui − charakteryzatorka
- Przemysław Stippa − Olo Narożny, syn Marii

## Ciekawostki
W scenach prób chóru parafialnego – sfilmowanych we wnętrzu kościoła farnego Św. Bartłomieja – wykorzystano południowoafrykański hymn „Siyahamba” w języku zuluskim oraz chorał „Erkenne mich, mein Hüter” z Pasji według św. Mateusza (BWV 244) Johanna Sebastiana Bacha w wykonaniu Chóru Kameralnego „Pro Musica” z Wrześni.
Początkową i końcową scenę filmu nakręcono na ulicy Wangfujing (przed budynkiem kompleksu handlowo-biurowego Sun Dong An Plaza) w dzielnicy Dongcheng w Pekinie w ciągu jednego dnia filmowego.

## Nagrody
- 31. Festiwal Polskich Filmów Fabularnych w Gdyni
  - Jarosław Sokół – najlepszy scenariusz
  - Arkadiusz Tomiak – najlepsze zdjęcia
  - Krzysztof Kiersznowski – najlepsza drugoplanowa rola męska
  - Anna Romantowska – najlepsza drugoplanowa rola kobieca
  - Nagroda Specjalna Jury
  - Nagroda Rady Programowej TVP
  - Złoty Klakier

- 10. ceremonia wręczenia Orłów
  - Orzeł dla najlepszego aktora drugoplanowego – Krzysztof Kiersznowski
    - nominacje w kategoriach:

  - najlepszy scenariusz – Jarosław Sokół
  - najlepsze kostiumy – Paweł Grabarczyk
  - najlepszy dźwięk – Andrzej Bohdanowicz i Michał Muzyka
  - najlepsza aktorka – Kinga Preis
  - najlepsza aktorka drugoplanowa – Anna Romantowska

## Serial telewizyjny
Wraz z filmem powstał także sześcioodcinkowy serial telewizyjny, który swoją premierę miał w TVP w kwietniu 2013. Odcinki miały po około 26 minut